# Qaraman
Qaraman är en ort i Azerbajdzjan.   Den ligger i distriktet Göyçay, i den centrala delen av landet, 180 km väster om huvudstaden Baku. Qaraman ligger 40 meter över havet och antalet invånare är 788.
Terrängen runt Qaraman är platt åt sydväst, men åt nordost är den kuperad. Terrängen runt Qaraman sluttar söderut. Närmaste större samhälle är Geoktschai, 8,6 km nordväst om Qaraman.
Trakten runt Qaraman består till största delen av jordbruksmark. Runt Qaraman är det ganska tätbefolkat, med 134 invånare per kvadratkilometer.